# Кучер Борис Олександрович
Борис Олександрович Ку́чер (28 січня 1942, Челябінськ — 5 квітня 1999) — український державний діяч, член-кореспондент Міжнародної академії організаційних та управлінських наук.

## Біографія
Народився 28 січня 1942 року у місті Челябінську. Після закінчення у 1961 році Харківського технікуму автомобільного транспорту з 1961 по 1964 рік служив в Радянській армії. Брав участь у подіях карибської кризи на Кубі у 1962 році.
Після повернення до Радянського Союзу з 1964 по 1977 рік працював на Харківському оборонному підприємстві. Пройшов шлях від техніка до заступника начальника цеху. За успіхи в роботі у 1975 році був удостоєний честі сфотографуватися біля Прапора Перемоги, чотири роки був переможцем соціалістичного змагання.
У 1971 році закінчив Український заочний політехнічний інститут та Харківський інженерно-економічний інститут у 1983 році.
З 1977 року в Севастополі. З 1978 по 1994 рік очолював Кримський електроремонтний завод виробничого об'єднання «Украелектроремонт». Не раз обирався депутатом Гагарінської районної ради.
З 1994 року працював у органах влади міста Севастополя, спочатку на посаді першого заступника голови міськради з виконавчої роботи, у листопаді 1995 року призначений першим заступником голови міськдержадміністрації. З січня 1997 року очолив Державну податкову адміністрацію у Севастополі. 27 квітня 1998 року був призначений головою Севастопольської міськдержадміністрації. При опитуванні населення Севастополя у 1998 році у номінаціях: «Людина року», «Політик року» і «Господарник року» зайняв перше місце.

Могила Бориса Кучера

Помер після важкої хвороби 5 квітня 1999 року. Похований у Севастополі на кладовищі Комунарів.

## Відзнаки
Заслужений машинобудівник України. Нагороджений орденом «Знак Пошани», почесною грамотою Державної податкової адміністрації України та іншим нагородами.

## Вшанування пам'яті
Іменем керівника міста названа школа № 23 в Гагарінському районі. В ній відкрито музей, на фасаді встановлена гранітна анотаційна дошка. На будівлі міської податкової адміністрації і на заводі, де працював Борис Олександрович (сучасний КЕТЗ «Сатурн») встановлені меморіальні дошки.